# Comuna Liubarți, Borîspil
Liubarți (în ucraineană Любарці) este o comună în raionul Borîspil, regiunea Kiev, Ucraina, formată din satele Liubarți (reședința) și Tarasivka.

## Demografie
Componența lingvistică a comunei Liubarți
     Ucraineană (98,08%)
     Rusă (1,92%)
Conform recensământului din 2001, majoritatea populației comunei Liubarți era vorbitoare de ucraineană (98,08%), existând în minoritate și vorbitori de rusă (1,92%).